# 入門ビジネス英語
『入門ビジネス英語』（にゅうもんビジネスえいご）は、NHKラジオ第2放送で週2回放送される、1回15分の英語語学番組。NHKネットラジオ らじる★らじるでも配信されている。ビジネス英会話の後番組として2008年3月31日から放送開始し、2021年3月まで放送された。2021年4月からは、実践ビジネス英語と改組し「ラジオビジネス英語」にリニューアルされる。
NHK英語グランドデザイン「B1」レベル。「ビジネスシーン」と呼ばれるオリジナルストーリーを題材にビジネスの場面にふさわしい英語表現を学ぶことを目的としている。NHK出版より番組に対応したテキスト（紙、電子書籍）、音声（CD、ダウンロード）が販売されている。

## 出演者
- 講師
  - 柴田真一(2015年度～2018年度)
  - 関谷英里子(2011年度上期、2012年度～2014年度)
  - 森住史(2011年度下期)
  - エド・スミス(2009年度)
  - ジェイソン・ハッチェル(2008年度)(コメンテーター)

- パートナー
  - ケリー・エリザベス・ホールウェイ(2017年度、2018年度)
  - リンジー・ウェルズ(2016年度)
  - ハンナ・グレース(2015年度)
  - ブランドン・ストール(2011年度上期、2012年度～2014年度)
  - アダム・フルフォード(2011年度下期)
  - 藤本ケイ(2009年度)(アシスタント)
  - AIKO(2008年度)(ナビゲーター)

## 放送時間
すべてラジオ第2
2008年度
- 本放送
  - 月・火：22時35分 - 22時50分
- 再放送
  - 日：10時00分 - 10時30分(2回分)

2009年度 - 2010年度
- 本放送
  - 月・火：22時40分 - 22時55分
- 再放送
  - 日：10時00分 - 10時30分(2回分)

2011年度 - 2013年度
- 本放送
  - 月・火：12時40分 - 12時55分
- 再放送
  - 月・火：23時20分 - 23時35分
  - 土：10時30分 - 11時00分(2回分)

2014年度 - 2020年度
- 本放送
  - 月・火：09時15分 - 09時30分
- 再放送
  - 月・火：12時40分 - 12時55分
  - 月・火：23時20分 - 23時35分
  - 土：10時30分 - 11時00分(2回分)

## 放送内容

### 2008年度
- コメンテーター：ジェイソン・ハッチェル
- ナビゲーター：AIKO
- テーマ
  - 2008年04月：自分をPRする
  - 2008年05月：仕事に必要な情報を手に入れる
  - 2008年06月：誤解を解消する
  - 2008年07月：プロジェクトメンバーに必要なフィードバックをする
  - 2008年08月：プロジェクトリーダーとしてミーティングをリードする
  - 2008年09月：既存顧客に新製品のプロポーザルをプレゼンする
  - 2008年10月：顧客を訪問する
  - 2008年11月：取引先と交渉する
  - 2008年12月：アメリカ企業に技術移転を行う
  - 2009年01月：部下の業績を管理する
  - 2009年02月：現地スタッフを動かし、指導する
  - 2009年03月：人材を育成する

### 2009年度
- 講師：エド・スミス
- アシスタント：藤本ケイ
- テーマ
  - 2009年04月：転職先で好印象を与える
  - 2009年05月：よく聞き、積極的に話す
  - 2009年06月：議論に加わる
  - 2009年07月：意見を述べる
  - 2009年08月：フィードバックを求める、フィードバックをする
  - 2009年09月：進捗状況を報告する
  - 2009年10月：プレゼンテーションをする
  - 2009年11月：電話会議をする
  - 2009年12月：良好な人間関係を築き、助力を得る
  - 2010年01月：説得力と交渉術で人を動かす
  - 2010年02月：顧客との問題に対処する
  - 2010年03月：業績評価を行う

### 2010年度
- 2009年度再放送

### 2011年度上期
- 講師：関谷英里子
- パートナー：ブランドン・ストール
- テーマ：ビジネスシーンに頻出する英単語が身につく講座です。
  - 2011年04月：やる気を見せる英単語
  - 2011年05月：結果を引き出す英単語
  - 2011年06月：押さえておきたい現場の名詞
  - 2011年07月：考えを明確に伝える英単語
  - 2011年08月：シャープな印象を与える英単語
  - 2011年09月：リーダーとして説得力を持たせる英単語

### 2011年度下期
- 講師：森住史
- パートナー：アダム・フルフォード
- テーマ：ビジネスemailの基本をマスター！英文メールの書き方と表現を学ぶ講座です。
  - 2011年10月：紹介・業務連絡のメール
  - 2011年11月：問い合わせのメール
  - 2011年12月：パーソナルなメール
  - 2012年01月：交渉のメール
  - 2012年02月：クレームのメール
  - 2012年03月：提案／賛成反対を伝えるメール

### 2012年度
- 講師：関谷英里子
- パートナー：ブランドン・ストール
- テーマ：この「ひと言」でイメージアップ！ビジネスシーンで頻出のフレーズを学ぶ
  - 2012年04月：アポイントを取る・スケジュールを調整するときのひと言
  - 2012年05月：訪問や紹介を円滑に進めるひと言
  - 2012年06月：会議を効果的に運営するためのひと言
  - 2012年07月：意見の交換をするときのひと言
  - 2012年08月：アドバイス・フィードバックを通して仕事を円滑に進めるひと言
  - 2012年09月：人間関係をスムーズにするひと言
  - 2012年10月：仕事を依頼したり、引き受けたりする際に使いたいひと言
  - 2012年11月：進捗状況を確認するひと言
  - 2012年12月：説明や報告で印象づけるひと言
  - 2013年01月：信頼関係を築くためのひと言
  - 2013年02月：言いづらいことを伝えるためのひと言
  - 2013年03月：成果を上げるためのひと言

### 2013年度
- 講師：関谷英里子
- パートナー：ブランドン・ストール
- テーマ：ビジネスで陥りがちな困った状況、この「ひと言」で突破しよう！
  - 2013年04月：会話に入っていけない！
  - 2013年05月：お友達言葉が抜けきらない！
  - 2013年06月：いまさら人に聞けない！
  - 2013年07月：職場の人と打ち解けられない！
  - 2013年08月：スケジュール調整がうまくいかない！
  - 2013年09月：プロジェクトが進まない！
  - 2013年10月：うまく断れない！
  - 2013年11月：プレゼンで、言いたいことが伝わらない！
  - 2013年12月：会議がまとまらない！
  - 2014年01月：チームがうまくまとまらない！
  - 2014年02月：上手に反論できない！
  - 2014年03月：対応策が見つからない！

### 2014年度上期
- 講師：関谷英里子
- パートナー：ブランドン・ストール
- テーマ：やさしいフレーズで学ぶ！ビジネス・プロフェッショナルの英単語
  - 2014年04月：モノやサービスを売るための単語
  - 2014年05月：需要をつかむときの単語
  - 2014年06月：スマートにアピールするための単語
  - 2014年07月：プランを立てるときの単語
  - 2014年08月：プロジェクトを実行するときの単語
  - 2014年09月：成果を出すための単語

### 2014年度下期
- 講師：関谷英里子
- パートナー：ブランドン・ストール
- テーマ：ビジネスで陥りがちな困った状況、この「ひと言」で突破しよう！～セレクション
  - 2014年10月：会話に入っていけない！(2013年4月再放送)
  - 2014年11月：スケジュール調整がうまくいかない！(2013年8月再放送)
  - 2014年12月：会議がまとまらない！(2013年12月再放送)
  - 2015年01月：うまく断れない！(2013年10月再放送)
  - 2015年02月：上手に反論できない！(2014年2月再放送)
  - 2015年03月：対応策が見つからない！(2014年3月再放送)

### 2015年度
- 講師：柴田真一
- パートナー：ハンナ・グレース
- テーマ：世界を旅するビジネス英語
  - 2015年04月：ネットワークを広げる
  - 2015年05月：説得力のあるプレゼンテーションをする
  - 2015年06月：効果的にミーティングを進める
  - 2015年07月：顧客との交渉力を身につける
  - 2015年08月：外国人社員との信頼関係を築く
  - 2015年09月：日本に対する質問に備える
  - 2015年度下期：2015年度上期再放送

### 2016年度
- 講師：柴田真一
- パートナー：リンジー・ウェルズ
- テーマ：自信をつけるビジネス英語
  - 2016年04月：ミーティングで発言する
  - 2016年05月：ミーティングを進行する
  - 2016年06月：日常の業務を処理する
  - 2016年07月：仕事仲間との関係を深める
  - 2016年08月：プレゼンの準備をする
  - 2016年09月：プレゼンを成功させる
  - 2016年度下期：2016年度上期再放送

### 2017年度
- 講師：柴田真一
- パートナー：ケリー・エリザベス・ホールウェイ
- テーマ：前に進めるビジネス英語
  - 2017年04月：会ったことのない相手に面会を申し込む [電話でのアポの取り方]
  - 2017年05月：社外のネットワーク作りに励む [立食パーティでの人脈作り]
  - 2017年06月：顧客と交渉する [ビデオ会議]
  - 2017年07月：現地の社員と情報を交換し合う
  - 2017年08月：チームミーティングで意見交換を行う
  - 2017年09月：プレゼンに対処する
  - 2017年度下期：2017年度上期再放送

### 2018年度
- 講師：柴田真一
- パートナー：ケリー・エリザベス・ホールウェイ
- テーマ：相手を動かすビジネス英語
  - 2018年04月：相手との関係を築くあいさつ・話運び
  - 2018年05月：日々の業務や電話でのやり取り
  - 2018年06月：実りあるミーティング・ビデオ会議
  - 2018年07月：学生インターンとの接し方・指導法
  - 2018年08月：顧客との交渉術・着地点の探り方
  - 2018年09月：明快で説得力のあるプレゼンテーション
  - 2018年度下期：2018年度上期再放送

### 2019年度上期
- 2016年度上期再放送

### 2019年度下期
- 2017年度上期再放送

### 2020年度上期
- 2018年度上期再放送

### 2020年度下期
- 2017年度上期再放送

## 特別編
NHK第2及びNHKゴガクで配信された特別番組。

### パブで磨くワンランク上の“雑談力”
ビジネスで必要な英語力とはオフィシャルな会話力だけではないとして、ロンドンのパブを舞台に知的な雑談を取り扱う。
放送内容
- DAY1：イギリス人が好む住宅
- DAY2：ロンドンの不動産事情
- DAY3：サッカーとラグビー
- DAY4：イギリスにおけるスポーツと社会の関係
- DAY5：まとめ イギリス人気質とは？

出演者
- 講師：柴田真一
- パートナー：ケリー・エリザベス・ホールウェイ

放送時間
ラジオ第2、およびNHKゴガク
- 本放送
  - 2020年4月27日 - 2020年5月1日　09時15分 - 09時30分
- 再放送
  - 本放送同日　12時40分 - 12時55分
  - 本放送同日　23時20分 - 23時35分
  - 2020年5月2日　10時30分 - 11時45分（5回分）

テキスト
- 『入門ビジネス英語』2020年5月号

### 英語で読み解く現代社会
ビジネスで必要となる英語力とは会議や商談の場で必要な会話力だけではないとして、日本で活躍する国際的ジャーナリストのインタビューや、世界中でベストセラーになっているビジネス書の原典、さらには、コレラが襲った明治期の日本を描いた文章を通じて、現代社会を英語で読み解くための力を総合的に養う。
DAY1：アメリカ人記者が見た現代社会１～新型コロナと日本
- 聞き手・講師：大村朋子
- 出演：ピーター・ランダース

DAY2：アメリカ人記者が見た現代社会２～メディアの役割
- 聞き手・講師：大村朋子
- 出演：ピーター・ランダース

DAY3：ＦＡＣＴＦＵＬＮＥＳＳを英語で読む（１）
- 講師：倉林秀男
- 出演：光岡デイオン
- 朗読：グレッグ・デール

DAY4：ＦＡＣＴＦＵＬＮＥＳＳを英語で読む（２）
- ゲスト：上杉周作
- 聞き手：篠田龍之介

DAY5：小泉八雲“コレラ流行期に”を英語で読む
- 講師：倉林秀男
- 出演：光岡デイオン
- 朗読：ジャック・マルジ

放送時間
ラジオ第2、およびNHKゴガク
- 本放送
  - 2020年10月26日 - 2020年10月30日　09時15分 - 09時30分
- 再放送
  - 本放送同日　12時40分 - 12時55分
  - 本放送同日　23時20分 - 23時35分
  - 2020年10月31日　10時30分 - 11時45分（5回分）

テキスト
- 『入門ビジネス英語』2020年11月号